# Kælk under vinter-OL 2022 – Double
Konkurrencen for Double-par under kælk under vinter-OL 2022 i Beijing fandt sted den 9. og 6. februar 2022. Konkurrencen blev afholdt i Xiaohaituo Bobsleigh and Luge Track ved Yanqing, nord for Beijing.

## Oversigt
| Antal hold | Atleter total | Land                                                                                         |
| ---------- | ------------- | -------------------------------------------------------------------------------------------- |
| 2          | 16            | Tyskland · Letland · Østrig · Ruslands Olympiske Komité                                      |
| 1          | 20            | Italien · Polen · Canada · USA · Sydkorea · Slovakiet · Ukraine · Rumænien · Tjekkiet · Kina |
| 18         | 36            |                                                                                              |

## Resultater
| Nr.                              | Startnr. | Udøvere                               | Nation                    | 1. gennemløb | Placering | 2. gennemløb | Placering | Totalt   | Efter  | Behind |
| -------------------------------- | -------- | ------------------------------------- | ------------------------- | ------------ | --------- | ------------ | --------- | -------- | ------ | ------ |
| 1                                | 5        | Tobias Wendl Tobias Arlt              | Tyskland                  | 58.255 TR    | 1         | 58.299       | 1         | 1:56.554 |        |        |
| 2. plads, sølvmedaljemodtager(e) | 2        | Toni Eggert Sascha Benecken           | Tyskland                  | 58.300       | 2         | 58.353       | 2         | 1:56.653 | +0.099 |        |
| 3                                | 11       | Thomas Steu Lorenz Koller             | Østrig                    | 58.426       | 3         | 58.639       | 3         | 1:57.065 | +0.511 |        |
| 4                                | 3        | Mārtiņš Bots Roberts Plūme            | Letland                   | 58.628       | 5         | 58.791       | 5         | 1:57.419 | +0.865 |        |
| 5                                | 1        | Andris Šics Juris Šics                | Letland                   | 58.703       | 6         | 58.734       | 4         | 1:57.437 | +0.883 |        |
| 6                                | 4        | Emanuel Rieder Simon Kainzwaldner     | Italien                   | 58.602       | 4         | 58.995       | 7         | 1:57.597 | +1.043 |        |
| 7                                | 10       | Tristan Walker Justin Snith           | Canada                    | 58.895       | 7         | 59.023       | 8         | 1:57.918 | +1.364 |        |
| 8                                | 8        | Alexander Denisjev Vladislav Antonov  | Ruslands Olympiske Komité | 59.040       | 9         | 58.953       | 6         | 1:57.993 | +1.439 |        |
| 9                                | 7        | Wojciech Chmielewski Jakub Kowalewski | Polen                     | 58.992       | 8         | 59.073       | 9         | 1:58.065 | +1.511 |        |
| 10                               | 6        | Andrej Bogdanov Juri Prokjorov        | Ruslands Olympiske Komité | 59.376       | 11        | 59.132       | 11        | 1:58.508 | +1.954 |        |
| 11                               | 15       | Zachary Di Gregorio Sean Hollander    | USA                       | 59.389       | 12        | 59.126       | 10        | 1:58.515 | +1.961 |        |
| 12                               | 12       | Park Jin-yong Cho Jung-myung          | Sydkorea                  | 59.361       | 10        | 59.366       | 12        | 1:58.727 | +2.173 |        |
| 13                               | 9        | Tomáš Vaverčák Matej Zmij             | Slovakiet                 | 1:00.138     | 15        | 59.704       | 13        | 1:59.842 | +3.288 |        |
| 14                               | 13       | Vasile Gîtlan Darius Şerban           | Rumænien                  | 59.694       | 13        | 1:00.243     | 16        | 1:59.937 | +3.383 |        |
| 15                               | 14       | Ihor Stakhiv Andrii Lysetskyi         | Ukraine                   | 59.983       | 14        | 1:00.080     | 15        | 2:00.063 | +3.509 |        |
| 16                               | 17       | Filip Vejdělek Zdeněk Pěkný           | Tjekkiet                  | 1:00.248     | 16        | 59.869       | 14        | 2:00.117 | +3.563 |        |
| 17                               | 16       | Huang Yebo Peng Junyue                | Kina                      | 1:00.732     | 17        | 1:00.840     | 17        | 2:01.572 | +5.018 |        |